# Aphaenogaster espadaleri
Aphaenogaster espadaleri é uma espécie de inseto do gênero Aphaenogaster, pertencente à família Formicidae.